# Jerzy Hopfer
Jerzy Hopfer (ur. 26 lipca 1946 w Pile, zm. 2 września 2016 w Gorzowie Wielkopolskim) – polski prawnik i polityk, samorządowiec, poseł na Sejm X kadencji.

## Życiorys
Syn Henryka i Heleny. Wykształcenie średnie uzyskał na Wydziale Nawigacyjnym Technikum Żeglugi Śródlądowej we Wrocławiu, następnie ukończył w 1977 studia z zakresu administracji na Wydziale Prawa i Administracji Uniwersytetu Mikołaja Kopernika w Toruniu. Studiował również ekonomikę transportu w Akademii Ekonomicznej w Sopocie. W 1983 został kierownikiem nadzoru wodnego Okręgowej Dyrekcji Gospodarki Wodnej w Gorzowie Wielkopolskim. Dowodził jako kapitan żeglugi śródlądowej lodołamaczem „Kuna”. Pracował w nadzorze wodnym na stanowisku kierownika, przechodząc w 2008 do Regionalnego Zarządu Gospodarki Wodnej.
W latach 1989–1991 sprawował mandat posła na Sejm kontraktowy wybranego w okręgu gorzowskim z puli Unii Chrześcijańsko-Społecznej. Zasiadał w Komisji Ochrony Środowiska, Zasobów Naturalnych i Leśnictwa, Komisji Polityki Gospodarczej, Budżetu i Finansów, Komisji Przekształceń Własnościowych oraz w trzech komisjach nadzwyczajnych.
Od 1998 do 2002 zasiadał w gorzowskiej radzie miasta z ramienia Sojuszu Lewicy Demokratycznej. W wyborach 2006 i 2010 ponownie ubiegał się o mandat radnego z ramienia lokalnego komitetu wyborczego związanego z prezydentem miasta Tadeuszem Jędrzejczakiem.
Pełnił również funkcję przewodniczącego Stowarzyszenia Gorzowskich Wodniaków. Był ewangelikiem augsburskim, zasiadał w radach parafialnych w Pile oraz Gorzowie Wielkopolskim (w latach 1991–2006 był kuratorem drugiej z nich). Był także delegatem do synodu diecezji wrocławskiej oraz do Synodu Kościoła Ewangelicko-Augsburskiego w RP IX kadencji.
Pochowany na cmentarzu komunalnym w Gorzowie Wielkopolskim.

## Odznaczenia
- Złoty Krzyż Zasługi (2002)[6]
- Brązowy Krzyż Zasługi
- Odznaka Honorowa miasta Gorzowa Wielkopolskiego[3]